# مجموعه ورزشی آزوماه نلسون
مجموعه ورزشی آزوماه نلسون (به لاتین: Azumah Nelson Sports Complex) یک منطقهٔ مسکونی در غنا است که در آکرا واقع شده‌است.